# Legva
Legva (en georgiano: ლეღვა, romanizado: Leghva) es un pueblo de Georgia ubicado en el noroeste de la República Autónoma de Ayaria, siendo parte del municipio de Kobuleti. 

## Geografía
Legva se encuentra en la cordillera de Mesjetia, a 14 kilómetros de Kobuleti. 

## Historia
En el pueblo se ha detectado azufre-cloruro de hidrógeno-hidrocarbonato y agua mineral sódica-cálcica. Durante el período soviético, el cultivo de té y cítricos se desarrolló en el pueblo.

## Demografía
La evolución demográfica de Legva entre 1908 y 2014 fue la siguiente:
| 60                                              | 2976 | 2081 |
| (Fuente: Population of Georgia in Soviet times) |      |      |

Según el último censo del año 2014, el pueblo tenía un 99,7% de georgianos.

## Infraestructura

### Transporte
La carretera Kobuleti-Ozurgueti-Chojatauri-Sayavajo atraviesa el pueblo.